# حمام قدیمی سی سخت
حمام قدیمی سی سخت مربوط به دوره پهلوی - اول ۱۳۰۵ شمسی است و در شهرستان دنا، شهر سی سخت، حمام مطهری واقع شده است. این اثر در تاریخ ۶ اسفند ۱۳۸۵ با شمارهٔ ثبت ۱۷۵۴۹ به‌عنوان یکی از آثار ملی ایران به ثبت رسیده است.